# Bel-dan (gubernator)
Bel-dan (akad. Bēl-dān, w transliteracji z pisma klinowego zapisywane najczęściej mEN-KALAG-an; tłum. „Pan jest potężny”) – wysoki dostojnik asyryjski, naczelny podczaszy (rab šāqê) na dworze króla Aszur-nirari V (754-745 p.n.e.)  i gubernator miasta Kalhu za rządów króla Tiglat-Pilesera III (744-727 p.n.e.). Trzykrotnie, w 750, 744 i 734 r. p.n.e., pełnił urząd limmu (eponima). Fakt, iż po wielkiej rebelii, która usunęła od władzy Aszur-nirari V i wyniosła na tron asyryjski Tiglat-Pilesera III, Bel-dan pozostał wpływową osobą na dworze królewskim, świadczyć może o tym, iż należał on do tych dostojników dworskich, którzy wsparli Tiglat-Pilesera w trakcie jego przewrotu pałacowego. Cztery listy skierowane do Bel-dana odnaleziono w archiwum Pałacu Gubernatora w Kalhu. Dwa z nich zostały wysłane przez króla Tiglat-Pilesera III, a dwa napisał Miszaru-nasir, syn Bel-dana. W jednym z listów Miszaru-nasira do ojca znajduje się wzmianka mówiąca o ich pochodzeniu z rodziny „królów Kalhu”, co zdaje się wskazywać, iż obaj byli członkami rodziny królewskiej. Imieniem Bel-dana jako eponima datowanych jest szereg dokumentów z Kalhu, Niniwy, Aszur i Imgur-Enlil. Dokumenty mówiące o „Bel-danie, naczelnym podczaszym” mogą być datowane na 750 r. p.n.e., natomiast te wymieniające jako eponima „Bel-dana, gubernatora Kalhu” mogą być datowane bądź na 744 r. p.n.e. bądź na 734 r. p.n.e.. Nieliczne dokumenty w których mowa jest o drugim eponimacie „Bel-dana, gubernatora Kalhu” datować można na 734 r. p.n.e..